# 摩腊婆

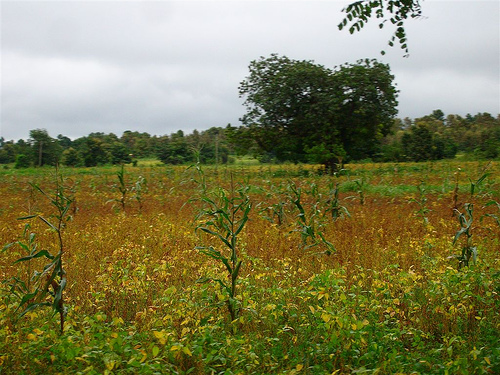
当地景观

摩腊婆（天城体：माळवा，IAST：Māļavā）印度历史上的一个地区名。
“摩腊婆”的名字来源于古时居住在该地区的雅利安人部落摩腊婆人。历史上被称为摩腊婆的地区基本上位于今中央邦境内。该地区大部分是平原（称为摩腊婆平原）。在1947年以前，该地区一直是一个独立的行政单位。长久以来该地区形成了有自己特色的一些文化，尤其是语言（摩腊婆语）。
摩腊婆的大概地理范围是：古吉拉特邦以东，拉贾斯坦邦以南，博帕尔城以西，温迪亚山脉以北。
摩腊婆历史上最有名的人物可能是6世纪的摩腊婆国王耶输达摩，他领导印度人击退了白匈奴的入侵。
摩腊婆曾是世界上重要的鸦片产地，英国人从这里收购鸦片，然后贩运到中国沿海，走私进入中国。今天这里还有一些合法的罂粟种植园地。

## 资料来源
- Malcolm, Sir John, A Memoir of Central India including Malwa and Adjoining Provinces. Calcutta, Spink, 1880, 2 Volumes, 1129 p. ISBN 81-7305-199-2.

## 延伸阅读
[在维基数据编辑]
 《欽定古今圖書集成·方輿彙編·邊裔典·摩臘婆部》，出自陈梦雷《古今圖書集成》